# Чабалала, Сипиве
Сипи́ве Чабала́ла (зулу Siphiwe Tshabalala; 25 сентября 1984, Соуэто, ЮАР) — южноафриканский футболист. Выступал в сборной Южно-Африканской Республики.

## Биография
Чабалала родом из Фири, Соуэто.

### Клубная карьера
Чабалала играл в академии клуба «Кайзер Чифс», но в команду попал только в 2007 году, успев сыграть за клубы «Александра Юнайтед» и «Фри Стэйт Старс».

### Карьера в сборной
Чабалала дебютировал в товарищеском матче против сборной Египта 14 января 2006 года.
Он был в составе сборной Южно-Африканской Республики на Кубке африканских наций 2006, Кубке африканских наций 2008 и Кубке конфедераций 2009.
Забил первый мяч чемпионата мира 2010 в ЮАР. Чабалала так прокомментировал забитый мяч: «Это был потрясающий гол, особенный для меня. Можно сказать, я сам себе сделал подарок, поскольку сегодня провел 50-ю игру за сборную».
По состоянию на 11 июня 2010 года сыграл 50 матчей за сборную, забив 7 голов.

#### Голы
| № | Дата            | Место                         | Соперник              | Счёт | Итог | Соревнование                            |
| - | --------------- | ----------------------------- | --------------------- | ---- | ---- | --------------------------------------- |
| 1 | 26 марта 2008   | Аттериджвилль, ЮАР            | Парагвай              | 3:0  | 3:0  | Товарищеский матч                       |
| 2 | 11 октября 2008 | Малабо, Экваториальная Гвинея | Экваториальная Гвинея | 1:0  | 1:0  | Чемпионат мира 2010 (отборочный турнир) |
| 3 | 28 марта 2009   | Рюстенбург, ЮАР               | Норвегия              | 2:1  | 2:1  | Товарищеский матч                       |
| 4 | 27 января 2010  | Дурбан, ЮАР                   | Зимбабве              | 1:0  | 3:0  | Товарищеский матч                       |
| 5 | 31 марта 2010   | Асунсьон, Парагвай            | Парагвай              | 1:1  | 1:1  | Товарищеский матч                       |
| 6 | 16 мая 2010     | Нелспрейт, ЮАР                | Таиланд               | 1:0  | 4:0  | Товарищеский матч                       |
| 7 | 11 июня 2010    | Йоханнесбург, ЮАР             | Мексика               | 1:0  | 1:1  | Чемпионат мира 2010                     |